# 도덕주의
도덕주의 또는 모럴리즘(moralism)은 특정한 도덕을 우선시하는, 19세기에 발생한 철학이다. 여기서 특정한 도덕이란 보통의 경우에는 전통적인 행동을 말하지만 정의, 자유, 평등을 의미하기도 한다.

## 모럴리스트
모럴리스트(moralist)는 도덕학자 또는 도덕 지상주의자, 도학자 등을 말한다.
16세기부터 18세기 초에 걸쳐 수필식으로 현실의 인간 심리나 풍속을 관찰·묘사하고, 이로써 한 개체의 인간이 보다 잘살기 위한 방법을 가르친 프랑스의 일련의 사상가들로 몽테뉴, 파스칼, 라 브뤼예르, 라 로슈푸코, 보브나르그 등이 있다.

## 같이 보기
- 교훈주의(didacticism)